# Xã Ridgeway, Quận Osage, Kansas
Xã Ridgeway (tiếng Anh: Ridgeway Township) là một xã thuộc quận Osage, tiểu bang Kansas, Hoa Kỳ. Năm 2010, dân số của xã này là 2.505 người.